# Libytheana bachmanni
Libytheana bachmanni är en fjärilsart som beskrevs av Jared Potter Kirtland 1852. Libytheana bachmanni ingår i släktet Libytheana och familjen praktfjärilar. Inga underarter finns listade i Catalogue of Life.